# Protestantse kerk van Duinkerke
De Protestantse kerk van Duinkerke (Frans: Temple de calvinistes of Temple de l'Eglise réformée de France) is de protestantse kerk van de stad Duinkerke, gelegen aan de Rue Dampierre 26, in het Franse Noorderdepartement.
Deze kerk werd gebouwd in 1865-1866 door de aannemer Noël Dubuisson naar een ontwerp van stadsarchitect François-Napoléon Develle. Het is een driebeukig bakstenen kerkgebouw met neoromaanse stijlelementen. De brede middenbeuk heeft een zadeldak en de smallere en lagere zijbeuken hebben een plat dak.
De voorgevel heeft als belangrijkste ornament een ronde nis boven de ingang waarin een Bijbel gebeeldhouwd is. Ook is er de tekst: EGLISE CHRETIENNE REFORMEE.